# Krasyliwka (rejon czernihowski)
Krasyliwka (ukr. Красилівка) – wieś na Ukrainie, w obwodzie czernihowskim, w rejonie czernihowskim, w hromadzie Kipti. W 2001 liczyła 978 mieszkańców.